# إنديانابوليس 500 سنة 1990
سباق إنديانا بوليس -500 ميل 1990 أقيم في حلبة إنديانابوليس موتور سبيدواي في 27 مايو 1990 وفاز في السباق آري لينديك بمتوسط سرعة 185.981 mph.
وكان أول المنطلقين إيمرسون فيتيبالدي بسرعة 225.301 mph.